# Semén Radúlov
Semen Radulov –en ucraniano, Семен Радулов– (30 de agosto de 1989) es un deportista ucraniano que compite en lucha libre. Ganó una medalla de bronce en el Campeonato Europeo de Lucha de 2016.

## Palmarés internacional
| Campeonato Europeo | Campeonato Europeo | Campeonato Europeo | Campeonato Europeo |
| Año                | Lugar              | Medalla            | Categoría          |
| ------------------ | ------------------ | ------------------ | ------------------ |
| 2016               | Riga (Letonia)     | Medalla de bronce  | 65 kg              |